# Desigualdade social
Desigualdade social ocorre quando os recursos em uma determinada sociedade são distribuídos de forma desigual, tipicamente através de normas de alocação, que engendram padrões específicos ao longo de linhas de categorias de pessoas socialmente definidas. É a preferência de diferenciação de acesso aos bens sociais na sociedade provocada pelo poder, religião, parentesco, prestígio, raça, etnia, gênero, idade, orientação sexual e classe. A desigualdade social geralmente implica a falta de igualdade de resultados, mas pode alternativamente ser conceituada em termos de falta de igualdade de acesso a oportunidades. Os direitos sociais incluem mercado de trabalho, fonte de renda, saúde e liberdade de expressão, educação, representação política e participação.
Refere-se ainda, a processos relacionais na sociedade que têm o efeito de limitar ou prejudicar o status de um determinado grupo, classe ou círculo social. As áreas de desigualdade social incluem o acesso aos direitos de voto, a liberdade de expressão e de reunião, a extensão dos direitos de propriedade e de acesso à educação, saúde, moradia de qualidade, viajar, ter transporte, férias e outros bens e serviços sociais. Além de que também pode ser visto na qualidade da vida familiar e da vizinhança, ocupação, satisfação no trabalho e acesso ao crédito. Se estas divisões econômicas endurecem, elas podem levar a desigualdade social. A desigualdade social desde o século XXI tem se mostrado como um fator de retrocesso no crescimento econômico.
Muitas sociedades em todo o mundo afirmam ser meritocracias—isto é, que suas sociedades distribuam recursos exclusivamente com base no mérito. O termo "meritocracia" foi cunhado por Michael Young em seu ensaio distópico de 1958 "The Rise of the Meritocracy" para demonstrar as disfunções sociais que ele antecipou surgindo em sociedades onde as elites acreditam que são bem-sucedidas inteiramente com base no mérito, de modo que a adoção desse termo em inglês sem conotações negativas é irônica; Young estava preocupado que o Sistema Tripartite de educação praticado no Reino Unido na época em que ele escreveu o ensaio considerasse o mérito como "inteligência mais esforço, seus possuidores... educação intensiva apropriada" e que a "obsessão com quantificação, pontuação em testes e qualificações" que ela apoiava criaria uma elite educada de classe média às custas da educação da classe trabalhadora, resultando inevitavelmente em injustiça e eventualmente revolução.
Embora o mérito importe até certo ponto em muitas sociedades, a pesquisa mostra que a distribuição de recursos nas sociedades geralmente segue categorizações sociais hierárquicas de pessoas em um grau muito significativo para justificar chamar essas sociedades de "meritocráticas", uma vez que mesmo inteligência, talento ou outras formas excepcionais de mérito pode não compensar as desvantagens sociais que as pessoas enfrentam. Em muitos casos, a desigualdade social está ligada a desigualdade racial e étnica, desigualdade de gênero, e outras formas de status social, e essas formas podem estar relacionadas à corrupção . A métrica mais comum para comparar a desigualdade social em diferentes nações é o coeficiente de Gini, que mede a concentração de riqueza e renda em uma nação de 0 (riqueza e renda uniformemente distribuídas) a 1 (uma pessoa tem toda a riqueza e renda). Duas nações podem ter coeficientes de Gini idênticos, mas dramaticamente diferentes em termos econômicos (produção) e/ou qualidade de vida, de modo que o coeficiente de Gini deve ser contextualizado para que sejam feitas comparações significativas.

## Padrões de desigualdade no mundo econômico
Ver também: Desigualdade econômica, desigualdade de renda e desigualdade de riqueza

### Desigualdade de gênero

Mapa de países conforme Índice de Desigualdade de Género (Dados de 2019)

Segundo Ragadas, um dos fatores centrais na construção das desigualdades tem sido a discriminação de gêneros. A discriminação sexual é estruturada nas distinções sociais e culturais entre homens e mulheres que convertem as diferenças sexuais biológicas em hierarquias de poder, status e renda. Também pode ser definido como a divisão de tarefas, posto de trabalho e profissões com base no feminino e masculino, essa prática, que era comum na sociedade começou a ser questionada apenas recentemente. As consequências dessa desigualdade é que as mulheres ganham menos que os homens, ou homens a menos do que as mulheres (fazendo o mesmo trabalho, com o mesmo grau de ensino e mesmos horários). A sociedade salarial não é uma sociedade de igualdade, há uma grande diferença entre o rendimento gerado pelo homem em comparação à mulher e até mesmo o acesso aos bens sociais, por exemplo, acesso à educação e cultura. A ênfase na desigualdade de gênero nasce do aprofundamento da divisão em papéis atribuídos a homens e mulheres, particularmente nas esferas econômica, política e educacional. As mulheres estão sub-representadas em atividades políticas e tomada de decisão na maioria dos estados.

### Desigualdade racial
A desigualdade racial é o resultado de distinções sociais hierárquicas entre grupos étnicos dentro de uma sociedade e, muitas vezes estabelecida com base em características como a cor da pele e outras características físicas ou origem e cultura de um indivíduo. O tratamento desigual e de oportunidades entre os grupos raciais é geralmente o resultado de alguns grupos étnicos, considerados superior a outros. Esta desigualdade pode se manifestar por meio de práticas de contratação discriminatórias em locais de trabalho, em alguns casos, os empregadores têm demonstrado preferir a contratação de funcionários em potencial com base na percepção étnica dado o nome de um candidato - mesmo que todos tenham currículos apresentando qualificações idênticas. Parte desses tipos de práticas discriminatórias resultam de estereótipos, que é quando as pessoas fazem suposições sobre as tendências e características de determinados grupos sociais, muitas vezes incluindo grupos étnicos, normalmente enraizadas em suposições sobre a biologia, capacidades cognitivas, ou mesmo falhas morais inerentes. Estas atribuições negativas são então divulgados através da sociedade através de diferentes meios, incluindo a televisão, jornais e internet, os quais desempenham papel na promoção de preconceitos de raça e assim marginalizando grupos de pessoas. Isto, juntamente com a xenofobia e outras formas de discriminação continuam a ocorrer nas sociedades com o aumento da globalização.

### Desigualdade de casta
O sistema de castas é um tipo de desigualdade que existe principalmente na Índia, bem como Nepal, Bangladesh, Paquistão e Coreia. A casta pode ser dependente de uma ocupação (função) ou com base na origem ou nascimento (hereditariedade). Muitas vezes há uma série de restrições atribuídas às pessoa de castas mais baixas, tais como restrições à partilha de comida e bebida com membros de outras castas, restrições de ir a determinados lugares, a execução de endogamia, bem como a utilização de vestimentas e hábitos alimentares definidos. Estas restrições podem ser aplicadas através de violência física ou exploração. As castas mais baixas são mais propensas a viver em bairros degradados e têm empregos de baixo status e renda.

### Desigualdade etária
Discriminação etária é definido como o tratamento injusto de pessoas no que diz respeito a promoções, recrutamento, recursos ou privilégios por causa de sua idade. É também conhecido como etarismo os estereótipos e a discriminação contra indivíduos ou grupos com base em sua idade. É ainda um conjunto de crenças, atitudes, normas e valores utilizados para justificar preconceito baseado na idade, discriminação e subordinação. Uma forma de preconceito de idade é "adultismo", que é a discriminação contra crianças e pessoas com idade legal inferior a idade adulta.

### Desigualdade de classes

Mapa dos países por por IDH ajustado à desigualdade (dados de 2022, publicada em 2024).
≥ 0,900
0,850–0,899
0,800–0,849
0,750–0,799
0,700–0,749
0,650–0,699
0,600–0,649
0,550–0,599
0,500–0,549
0.450–0.499
0,400–0,449
0,350-0,399
0,300-0,349
0,250-0,299
≤ 0,250
Sem dados

Coeficiente de Gini segundo o Banco Mundial entre 1992 e 2018

Participação global da riqueza por grupo de riqueza, Credit Suisse, 2021

A medida da desigualdade entre as classes sociais depende da definição utilizada. Para Karl Marx, existem duas grandes classes sociais, com desigualdades significativas: a classe trabalhadora (o proletariado) e os capitalistas (a burguesia). Esta simples divisão representa os interesses sociais opostos de seus membros, o ganho de capital para os capitalistas e a sobrevivência para os trabalhadores, criando as desigualdades e o conflito social a quem Marx associa a opressão e a exploração. Max Weber, por outro lado, usa as classes sociais como uma ferramenta de estratificação com base na riqueza e estatuto social (status). Para ele, a classe social está fortemente associada a prestígios e privilégios. Ela pode explicar a reprodução social, a tendência das classes de permanecer estável ao longo de gerações mantendo as desigualdades igualmente. Tais desigualdades incluem as diferenças de renda, de riqueza, de acesso à educação, níveis de pensão, status social e rede de segurança socioeconômica.
Segundo Marx, a luta de classes é o fator decisivo a nortear o rumo da história. Pitirim Sorokin, entretanto, discorda da ideia de que a história do mundo seja regida pelo eterno conflito social ao afirmar que: "A cooperação entre as classes sociais é um fenômeno ainda mais universal do que o antagonismo entre elas" e que "qualquer grupo social organizado é sempre um corpo social estratificado. Não existe qualquer grupo social permanente que seja 'plano' e no qual todos os membros são iguais".
Em geral, a classe social pode ser definida como uma grande categoria de pessoas classificadas similarmente localizadas em uma hierarquia e distinguidas de outras grandes categorias na hierarquia por características como ocupação, escolaridade, renda e riqueza. Um comum entendimento das classes sociais hoje inclui a classe alta, a classe média e a classe baixa. Os membros de diferentes classes tem variado acesso a recursos de capital, o que afeta sua colocação no sistema de estratificação social.

### Desigualdade na saúde
As desigualdades na saúde podem ser definidas como as diferenças no estado de saúde ou na distribuição dos determinantes da saúde entre diferentes grupos populacionais. As desigualdades na saúde são, em muitos casos relacionadas com o acesso aos cuidados de saúde. Em nações industrializadas, as desigualdades na saúde são mais prevalentes em países que não implementaram um sistema de saúde universal, por exemplo nos Estados Unidos; porque o sistema de saúde norte-americano é fortemente privatizado, o acesso aos cuidados de saúde é dependente de um capital econômico, os cuidados de saúde não é um direito, é um produto que pode ser comprado através de empresas de seguros privados (ou que às vezes é fornecido através de um empregador). A forma como os cuidados de saúde está organizado em os EUA contribui para as desigualdades em saúde com base em gênero, status socioeconômico e raça/etnia.

### Desigualdade social na visão de Karl Marx
Várias teorias apareceram no século XIX criticando as explicações sobre desigualdade, entre elas, a de Karl Marx, que desenvolveu uma teoria sobre a noção de liberdade e igualdade do pensamento liberal. Essa liberdade baseava-se na liberdade de comprar e vender, e conseguir, de fato, uma certa independência financeira. Outra muito criticada também, foi a igualdade jurídica, que baseava-se nas necessidades do capitalismo de apresentar todas as relações como fundadas em normas jurídicas.Como a relação patrão e empregado tinha que ser feita sobre os princípios do direito, e outras tantas relações também. Para Marx, as desigualdades sociais são resolvidas quando se busca pelo interesses da grande maioria e não apenas de alguns. A explicação básica de desigualdade social para esse teorista, é aquela velha frase feita: "A maioria tem voz e faz valer o seus interesses, a minoria, os "oprimidos" têm que concordar".
Marx criticava o liberalismo porque eram só expressos os interesses de uma parte da sociedade e não da maioria, como tinha que ser. Segundo o próprio Marx, a sociedade é um conjunto de atividades dos homens, ou ações humanas, e essas ações que tornam a sociedade possível. Essas ações ajudam a organização social, e mostra que o homem pode se relacionar um com os outros. Assim, Marx considera as desigualdades sociais como produto de um conjunto de relações na propriedade como um fato jurídico, e também político. O poder de dominação é que da origem a essas desigualdades. As desigualdades se originam dessa relação contraditória, refletem na apropriação e dominação, dando origem a um sistema social, neste sistema uma classes produz e a outra domina tudo, onde esta última domina a primeira dando origem as classes operárias e burguesas. As desigualadas são fruto das relações, sociais, políticas e culturais, mostrando que as desigualdades não são apenas econômicas mas também culturais, participar de uma classe significa que você esta em plena atividade social, seja na escola, seja em casa com a família ou em qualquer outro lugar, e estas atividades ajudam-lhe a ter um melhor pensamento sobre si mesmo e seus companheiros.

## No Brasil

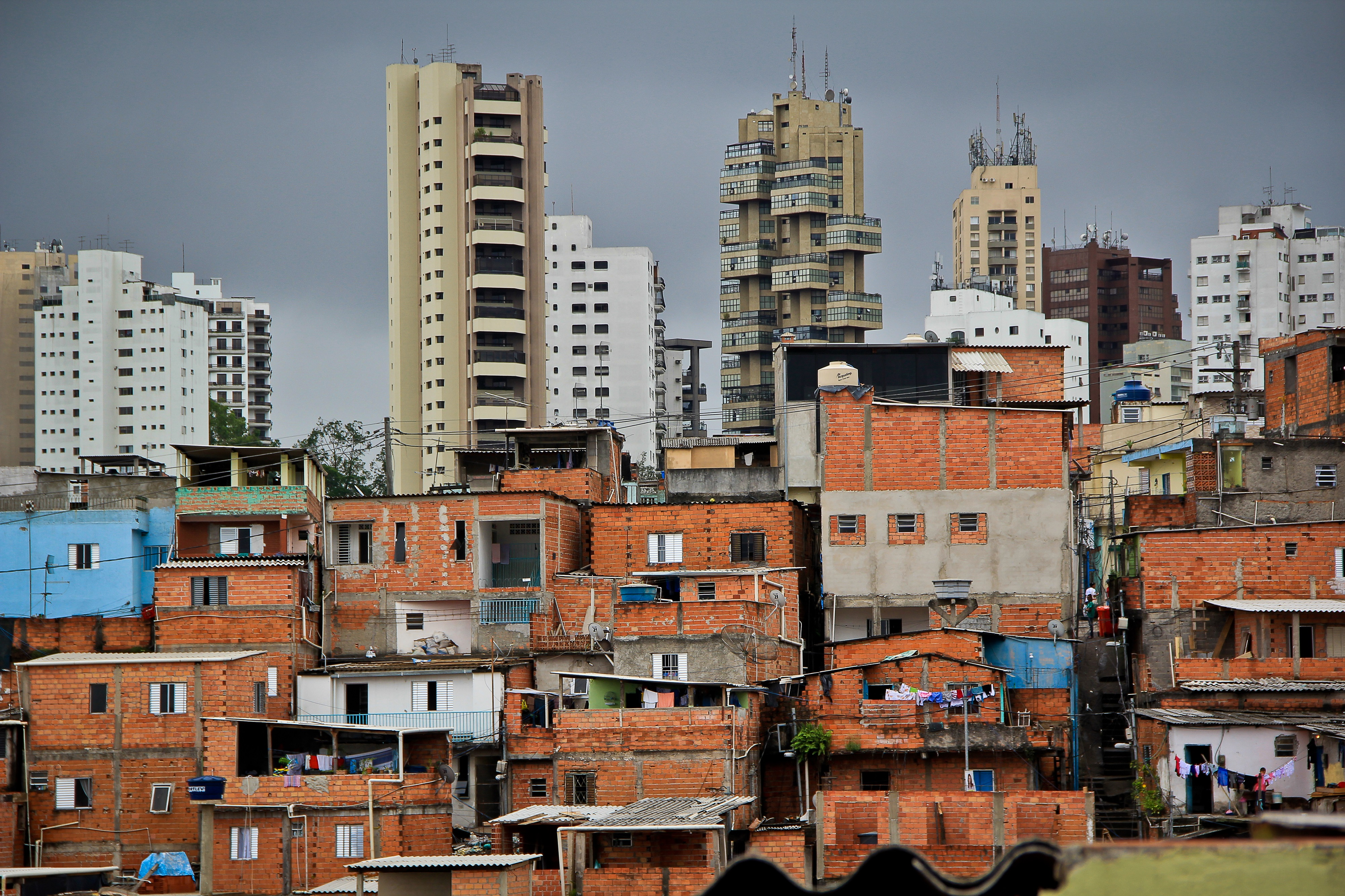
Foto de Paraisópolis e prédio de luxo no Morumbi, um dos principais exemplos da desigualdade social no Brasil.

No final da década de 70, o economista Edmar Bacha citou o Brasil como um país com características de uma Belíndia, em referência à sua enorme desigualdade social, que se traduz por uma minoria com padrão de vida dos ricos da Bélgica e uma maioria com o padrão de vida dos pobres da Índia.
Em comparação com o resto do mundo, a divisão pessoal de renda do Brasil é mais discrepante que a dos outros países de baixo desenvolvimento econômico. Até a última década de 90, alguns países como Etiópia e Uganda tinham distribuição de renda muito melhor que a brasileira. No período, os mais ricos tiveram aumento da renda real e os mais pobres também tiveram aumento de renda, embora o abismo entre as Classes sociais no Brasil tenha ficado ainda maior.